# Guerre lituano-moscovite (1507-1508)
Guerres lituano-moscovites
La guerre lituano-moscovite de 1507-1508, également connue sous le nom de troisième guerre lituano-moscovite, a opposé le Grand-Duché de Lituanie, soutenu par le Royaume de Pologne, à la Principauté de Moscou.

## Campagne de 1507
Le 2 février 1507, la Diète du Grand-Duché de Lituanie adopte une résolution annonçant sa volonté de déclarer la guerre à la Principauté de Moscou. Le casus belli choisi est le rejet par les Russes de l'ultimatum lituanien exigeant de Moscou la restitution de toutes les terres lituaniennes conquises après 1494. Les troupes lituaniennes se concentrent en trois endroits : à Smolensk sous le commandement d'Albertas Goštautas (en), à Polotsk sous le commandement de Stanisław Hlebowicz (pl), et à Minsk sous le commandement du Grand Hetman de Lituanie Stanisław Kiszka.
En avril 1507, les troupes moscovites attaquent le Grand-duché de Lituanie, mais se retirent rapidement lorsque le roi Sigismond Ier le Vieux lance une offensive, traversant la Bérézina à la tête de ses troupes. En août, le grand hetman de Lituanie Stanisław Kiszka rassemble ses troupes dans un camp près de Droutsk (en). Au même moment, les Tatars de Crimée du khan Meñli Ier Giray, alliés au Grand-duché de Lituanie, attaquent la principauté de Moscou. En octobre, le grand-duc de Moscou, Vassili III de Russie, repousse l'attaque tatare et attaque les forteresses lituaniennes de Mstsislaw et de Krytchaw. Cependant, il ne s'empare pas de ces forteresses, étant menacé par l'armée de Stanisław Kiszka. En septembre, le grand hetman de Lituanie Constantin Ostrogski s'échappe de captivité russe et retrouve le commandement de l'armée polono-lituanienne.

## Campagne de 1508
Lors de la campagne de 1508, le maréchal de la cour lituanienne Michel Glinski se range du côté de la principauté de Moscou et tente sans succès de déclencher un soulèvement contre le Grand-Duché en Biélorussie. Les troupes moscovites assiégent Minsk, Orcha et Sloutsk. Le 18 juillet, les Russes sont contraints de lever le siège, menacés par les troupes polono-lituaniennes dirigées par Ostrogski et Mikołaj Firlej, qui, le 13 juillet 1508, vainquent l'armée moscovite à la bataille d'Orcha (pl). Ostrogski réussit à reprendre Smolensk. Au début du mois d'août, des négociations de paix commencent, que Sigismond Ier veut influencer par la présence de son armée. Stanisław Kiszka, à la tête de plusieurs milliers de cavaliers polono-lituaniens, attaque loin dans les terres moscovites. Il avane vers Moscou, capturant Dorogobouj, Viazma, Toropets et Biela, s'approchant de Rjev et Mojaïsk.

## Paix
Le 8 octobre 1508, une paix perpétuelle est conclue à Moscou. Par ses termes, Gliński restituait toutes les villes qu'il occupait, la Russie renonçait à Lioubetch (et donc à l'accès au Dniepr) et cédait six comtés frontaliers. La Lituanie, quant à elle, reconnaissait toutes les conquêtes russes de la guerre précédente, y compris celle de Tchernihiv.